# Ébourgeonnage

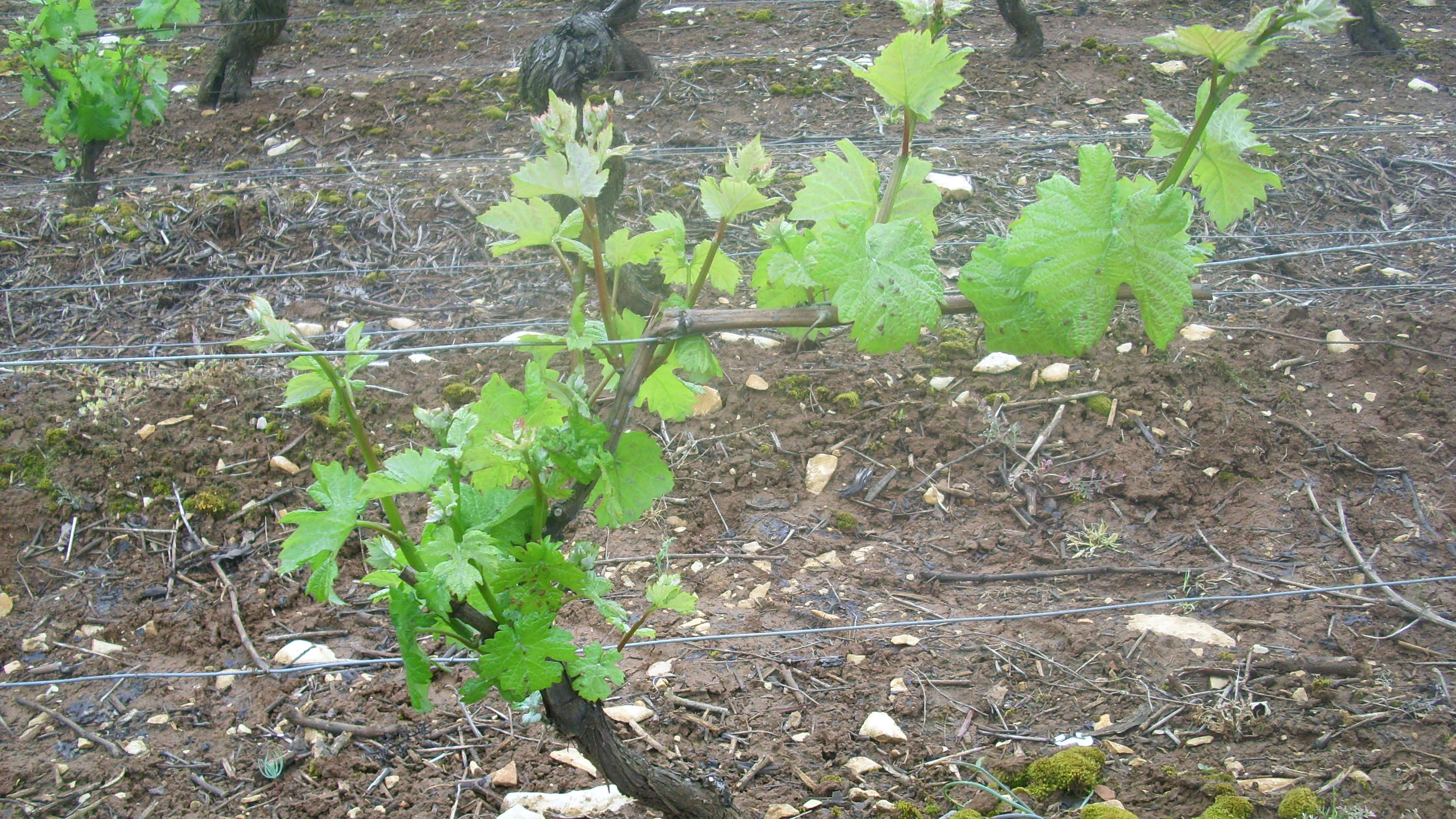
Pied de vigne avant un ébourgeonnage

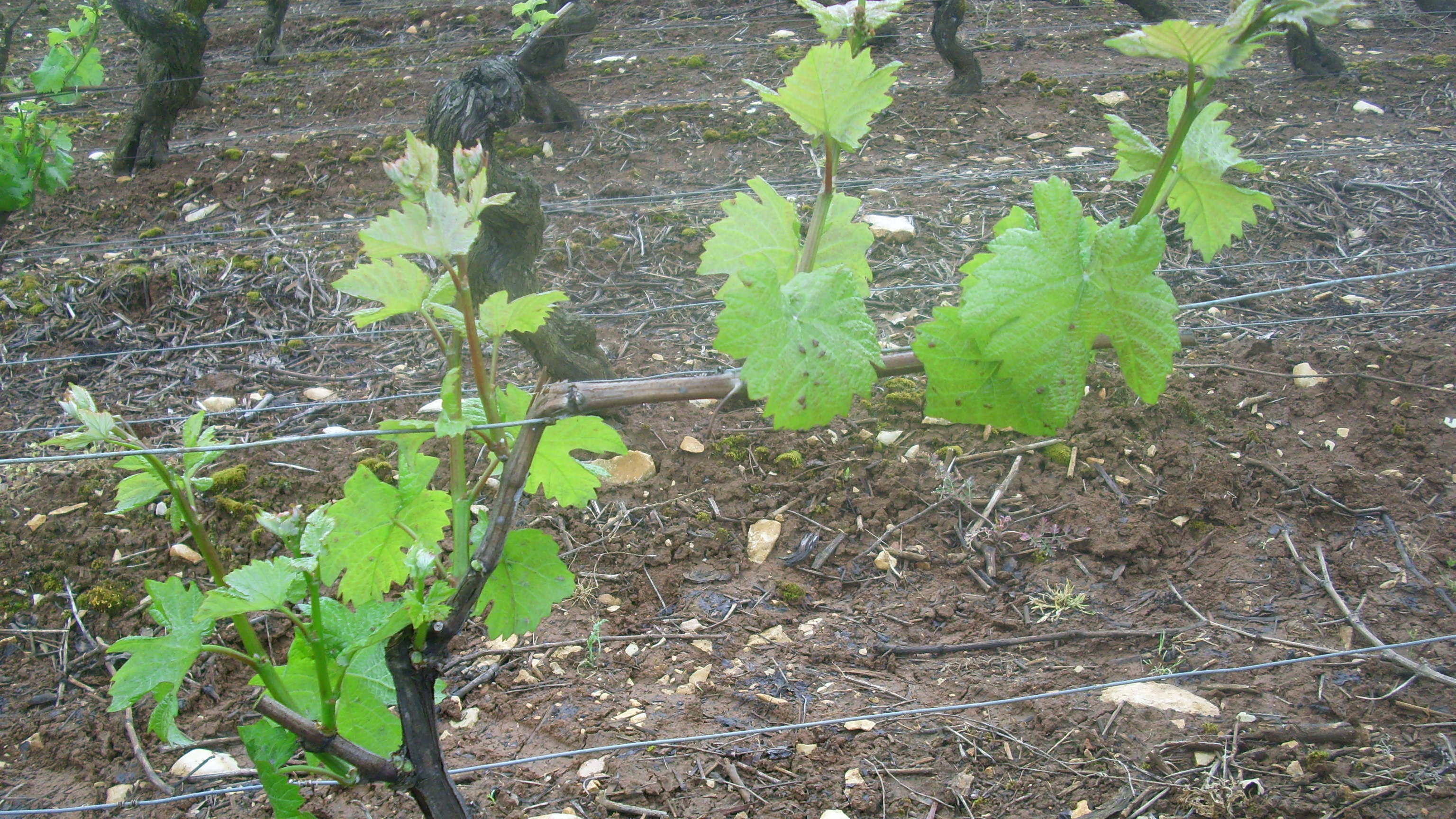
Pied de vigne après un ébourgeonnage

L'ébourgeonnage est une opération effectuée sur la vigne après le débourrement.

## Principe et but
Elle consiste à supprimer certaines pousses indésirables (gourmands, double et triple bourres ou pousses) situées sur le courson, la baguette et le bois de l'année précédente. Le viticulteur se fixe un nombre de départ de rameaux par pied et passe dans toute la parcelle pour supprimer les pousses en trop. Cette méthode permet, en partie, de réguler les rendements.
Cette action est souvent combinée à l'épamprage, qui consiste à supprimer toutes les pousses ayant démarré sur le vieux bois.

## Période
Après le débourrement de la vigne, environ de mi-avril à fin mai.

## Galerie photos

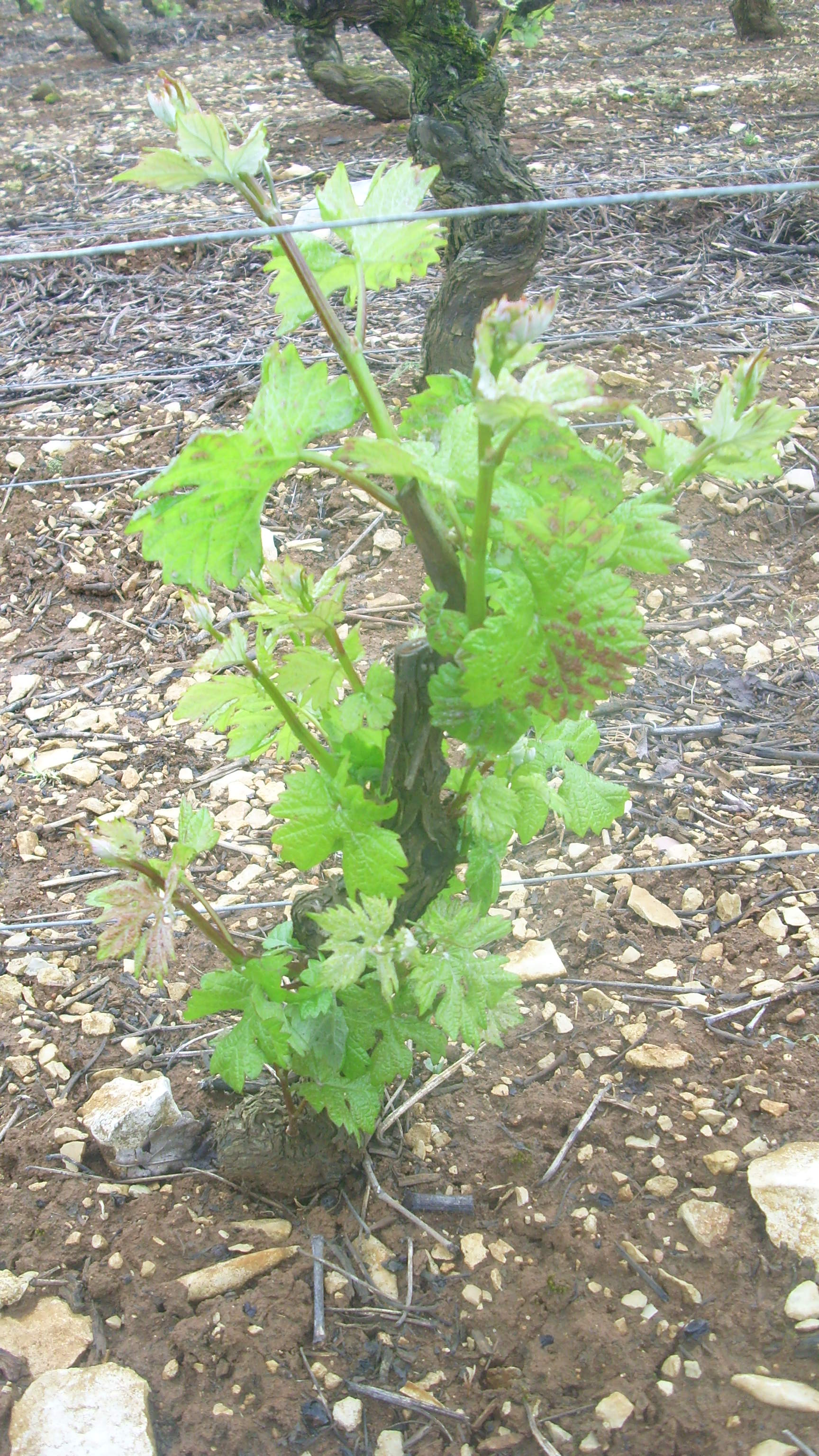
Pied de vigne avant un ébourgeonnage
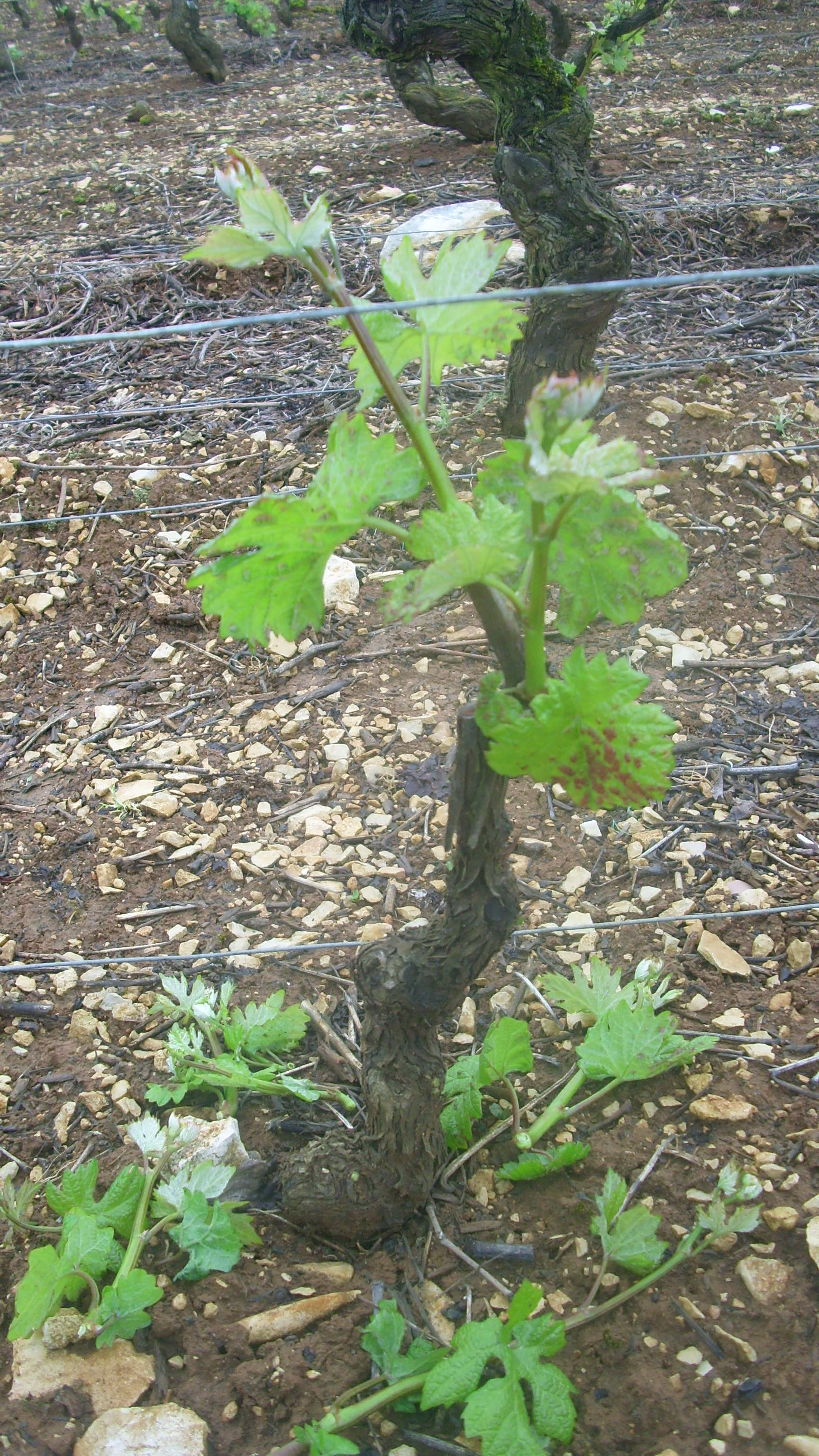
Pied de vigne après un ébourgeonnage
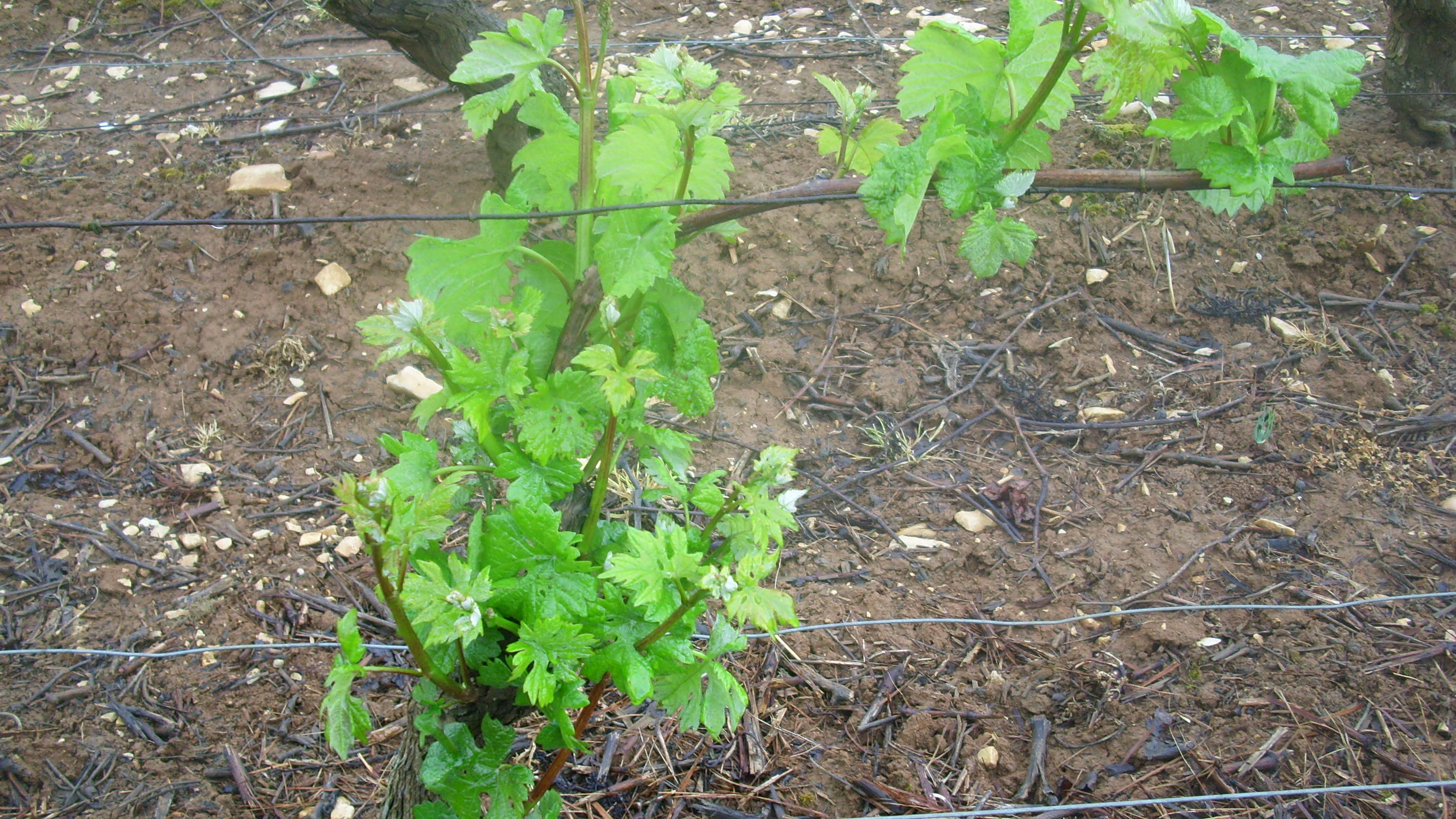
Pied de vigne avant un ébourgeonnage
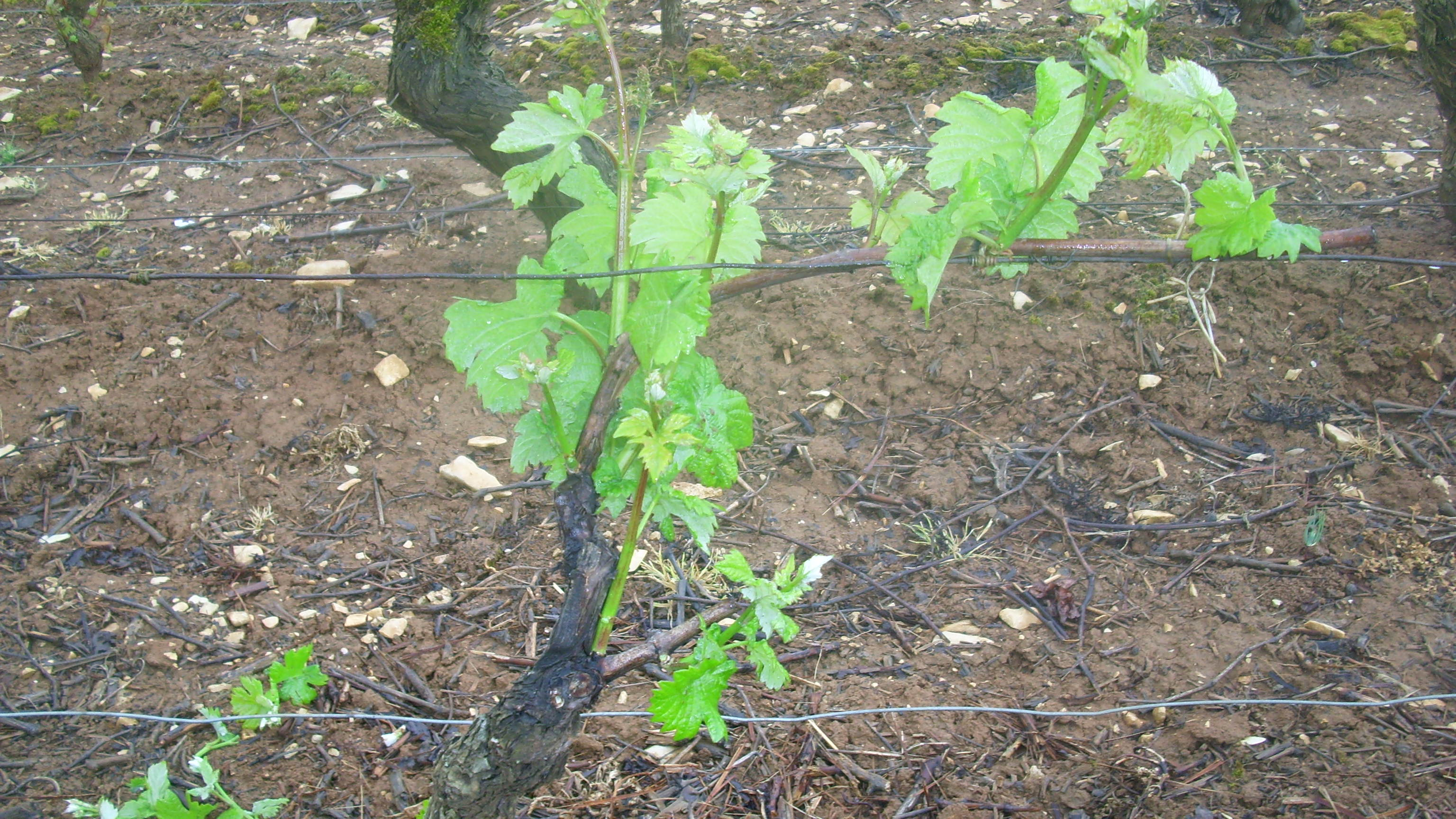
Pied de vigne après un ébourgeonnage